# Parafia św. Maksymiliana Marii Kolbego w Gruszowie Wielkim
Parafia św. Maksymiliana Marii Kolbego w Gruszowie Wielkim – parafia rzymskokatolicka, znajdująca się w diecezji tarnowskiej, w dekanacie Dąbrowa Tarnowska.

## Historia parafii
Parafię pw. Świętego Maksymiliana Marii Kolbego erygował biskup tarnowski Jerzy Ablewicz 6 grudnia 1980 roku. Budowę kościoła parafialnego rozpoczęto w roku 1984, a zakończono w 1991 roku.
Od 13 sierpnia 2022 roku proboszczem parafii jest ks. mgr Marek Synowiec.